# 小行星5307
小行星5307（英語：5307 Paul-Andre）是一颗围绕太阳公转的小行星。1980年12月30日，愛德華·鮑威爾在可可尼诺县发现了此天体。
这颗小行星的绝对星等为9.730183435441511等。